# 김진태 (배우)
김진태(金鎭泰, 1951년 3월 24일 ~ )는 대한민국의 성우 겸 배우이다.

## 생애
1971년 연극 배우로 첫 데뷔하였고 2년 후 1973년 KBS 한국방송공사 14기 공채 성우로 정식 데뷔하였다. 또 그는 MBC 문화방송 드라마에 제2공화국과 제3공화국에서 박정희 시절에 국가재건최고회의의 내각수반을 역임했던 송요찬 역할을 많이 했다.

## 학력
- 중앙대학교 연극영화학과 학사

## 출연작

### TV 드라마
- 2015년 KBS2 《장사의 신 - 객주 2015》 ... 조순득 역
- 2014년 KBS1 《정도전》 ... 경복흥 역
- 2013년 KBS2 단막극 《KBS 드라마 스페셜 - 마귀 - 파발, 지옥을 달리다》 ... 김상헌 역
- 2011년 KBS1 《광개토태왕》 ... 고무 역
- 2010년 KBS2 《사랑하길 잘했어》
- 2008년 KBS2 《아빠 셋 엄마 하나》
- 2006년 KBS2 《대조영》 ... 연개소문(허파) 역
- 2004년 KBS1 《불멸의 이순신》 ... 어영담 역
- 2004년 MBC 《영웅시대》 ... 우진상사 지상훈 사장 역
- 2003년 KBS2 《무인시대》 ... 송유인(박유) 역
- 2002년 KBS2 《드라마시티 - 내시의 妻》 - 꼭두쇠 역
- 2001년 MBC 《시트콤 연인들》 ... 박상면의 아버지 박진태 역
- 2001년 KBS2 《인생은 아름다워》 ... 박기수 역
- 2001년 KBS2 《명성황후》 ... 김장손 역
- 2000년 KBS 《태조 왕건》 ... 박유 역
- 1999년 KBS1 《TV소설 당신》
- 1998년 KBS1 《왕과 비》 ... 내관 전균 역
- 1998년 SBS 《삼김시대》 ... 최규하 역
- 1998년 KBS2 《진달래꽃 필 때까지》 ... 오기탁 역
- 1997년 MBC 《강릉 가는 옛길》
- 1996년 MBC 《화려한 휴가》 ... 마길창 역
- 1996년 KBS2 《검》
- 1995년 KBS1 《찬란한 여명》 ... 김응원 역
- 1995년 SBS 《코리아게이트》 ... 최규하 역
- 1994년 MBC 《슬픈 아비의 노래》
- 1994년 MBC 《사랑을 그대품안에》 ... 정한수 역
- 1993년 KBS1 《먼동》 ... 송근술 역
- 1993년 MBC 《제3공화국》 ... 송요찬 역
- 1993년 KBS1 《봉이전》 ... 평양감사 역
- 1992년 SBS 《재회》
- 1992년 SBS 《해빙기의 아침》
- 1992년 KBS1 《삼국기》 ... 흑벌무 역
- 1992년 KBS2 《수요일은 모짜르트를 듣는다》
- 1992년 KBS1 《너의 이름은 효자》
- 1991년 KBS1 《열녀, 지옥에 떨어지다》
- 1991년 MBC 《장미빛 인생》
- 1991년 KBS1 《춘보뎐》
- 1990년 KBS1 《만석꾼 며느리 뽑기》
- 1990년 MBC 《내 친구 깨치》
- 1990년 MBC 《반민특위》 - 김구 역
- 1990년 KBS2 《파천무》 ... 일연스님 역
- 1990년 KBS1 《추천석뎐》
- 1989년 MBC 《천사의 선택》 ... 철암 광업소 감독 역
- 1989년 MBC 《제2공화국》 ... 송요찬 역
- 1989년 MBC 《백범일지》 ... 김구 역
- 1988년 MBC 《전원일기》
- 1987년 KBS1 《월행》
- 1987년 KBS1 《해돋는 언덕》
- 1986년 KBS1 《노다지》 ... 김도흡 역
- 1985년 MBC 《임진왜란》 ... 양호 역
- 1985년 KBS1 《오성장군 김홍일》 ... 마진 역
- 1985년 MBC 《그해의 삽화》 ... 종대 부 역
- 1984년 MBC 《조선총독부》
- 1984년 KBS1 《독립문》
- 1977년 KBS 《전설의 고향》

### 영화
- 2007년 《식객》 ... 만식 역
- 2005년 《박수칠 때 떠나라》 ... 방송국 국장 역
- 2003년 《보리울의 여름》 ... 순옥의 할아버지 역
- 1993년 《아침이 오면 그대 이름으로》 ... 패거리 역
- 1990년 《홍두깨》 ... 홍두깨 역
- 1988년 《변강쇠 3》
- 1987년 《변강쇠 (속)》
- 1985년 《애마부인 3》 ... 씨름감독 역

### 마당놀이
- 2018년 《뺑파게이트》 ... 심봉사 역

### 애니메이션
- 디즈니 만화동산 《정글 모험왕》 (KBS)

### 애니메이션 영화
- 《로빈 후드》 (VIDEO, DVD) - 리틀 존 역
- 《몬스터 주식회사》 - 제임스 P. 설리반 역
  - 《몬스터 주식회사 3D》 - 제임스 P. 설리반 역
  - 《몬스터 대학교》 - 제임스 P. 설리반 역
- 《타잔》 - 클레이튼 역
- 《쿠스코? 쿠스코!》 - 파차 역
  - 《쿠스코? 쿠스코! 2》 - 파차 역
- 《아리스토캣》 - 오말리 역
- 《정글북》 - 발루 역
- 《라따뚜이》 - 구스토 역
- 《토이 스토리 3》 - 라쏘 (네드 비티) 역
- 《포카혼타스》 - 랫클리프
- 《점프》 - 노래

### 라디오 프로그램
- 2016년 EBS 《EBS 책 읽는 라디오 낭독 시리즈》

### 광고
- 1988년 태평양화학 식품사업부 고려왕 드링크

## 같이 보기
- 이정길
- 조경환
- 문회원
- 정동환

## 수상
- 1987년 KBS 연기대상 특별상
- 1987년 제23회 동아연극상 남자 연기상
- 1990년 KBS 우수프로그램평가상 연기상
- 1993년 KBS 연기대상 남자 최우수연기상
- 1994년 제21회 한국방송대상 탤런트상
- 2001년 제7회 한국뮤지컬대상 남우조연상
- 2006년 KBS 연기대상 남자 우수연기상
- 2009년 제3회 더 뮤지컬 어워즈 남우주연상